# Cala Tlachene
La cala Tlachene è una piccola cala larga circa 4 km e profonda circa 3,6 km situata davanti alla costa di Loubet, nella parte occidentale della Terra di Graham, in Antartide. La cala si trova sulla costa sud-orientale della più vasta baia di Darbel e la sua bocca è delimitata a nord-est da punta Gostilya e a sud-ovest da punta Kudelin.

## Storia
L'esistenza della cala è stata scoperta a causa del ritiro del ghiacciaio Hopkins, che si getta appunto nelle acque della cala Tlachene, avvenuto negli ultimi due decenni del XX secolo; prima, infatti, i ghiacci terminali del ghiacciaio ricoprivano interamente questo tratto della costa di Loubet e quindi anche la superficie della cala. Quest'ultima è stata poi così battezzata dalla Commissione bulgara per i toponimi antartici in onore del villaggio di Tlachene, nella Bulgaria nord-occidentale.